# Gazprom neft
Gazprom neft (Russisch: Газпром нефть) is een van de grootste oliemaatschappijen van Rusland. De maatschappij ontstond als Sibneft in het begin van de jaren 90 door de grote privatiseringen uit die tijd. Het hoofdkantoor stond tot 1 juni 2006 in Omsk en sindsdien in Moskou. Het bedrijf is geregistreerd in Sint-Petersburg. Op 13 mei 2006 werd de naam veranderd naar Gazprom neft ("Gazprom olie"). Gazprom heeft meer dan 95% van de aandelen in handen en de rest staat op diverse aandelenbeurzen genoteerd.

## Activiteiten
Gazprom neft is een grote producent van aardolie, en in mindere mate van aardgas in Rusland. Van de totale productie in 2018 bestond bestaat 60% uit olie en de rest is gas en gascondensaat. Het heeft enkele buitenlandse activiteiten in Irak en Venezuela, maar deze hebben een klein aandeel in het totaal.
Veel van de gewonnen olie wordt verwerkt in de eigen raffinaderijen. Na Rosneft en LUKoil raffineert Gazprom neft de meeste olie in het land. De grootste raffinaderij staat in Omsk. Een tweede grote raffinaderij staat bij Moskou en verder heeft het bedrijf een 50% belang in de grote Slavneft-YANOS raffinaderij. Voor de afzet van de olieproducten beschikt het over een eigen netwerk van meer dan 1800 benzinestations, bunkerstations voor de binnen- en zeevaart en heeft het vestigingen op diverse vliegvelden.
Het bedrijf heeft ook een aandeel van 50% in Slavneft (de andere 50% is eigendom van Rosneft).
Gazprom neft is voor iets meer dan 95% direct of indirect in handen van Gazprom. De directeur is Aleksander Dyukov en de voorzitter van de Raad van Bestuur is Aleksej Miller van Gazprom.

### Resultaten
In de onderstaande tabel nog enkele operationele en financiële gegevens van Gazprom neft:
| Jaar | Omzet | Nettoresultaat | Productie (× miljoenen ton BOE) | Productie raffinaderijen (× miljoenen ton olie) | werknemers (gemiddeld) |
| ---- | ----- | -------------- | ------------------------------- | ----------------------------------------------- | ---------------------- |
| 2005 | 273   | 42             | -                               | 17,6                                            | 44.949                 |
| 2010 | 999   | 96             | 52,8                            | 37,9                                            | 64.985                 |
| 2011 | 1292  | 160            | 57,3                            | 40,5                                            | 58.905                 |
| 2012 | 1519  | 176            | 59,7                            | 43,3                                            | 65.829                 |
| 2013 | 1504  | 178            | 62,3                            | 42,6                                            | 55.975                 |
| 2014 | 1691  | 122            | 66,3                            | 43,5                                            | 57.515                 |
| 2015 | 1656  | 116            | 79,7                            | 43,1                                            | 66.497                 |
| 2016 | 1546  | 210            | 86,2                            | 41,9                                            | 66.561                 |
| 2017 | 1935  | 270            | 89,8                            | 40,1                                            | 67.882                 |
| 2018 | 2489  | 401            | 92,9                            | 42,9                                            | 70.648                 |
| 2019 | 2485  | 422            | 96,1                            | 41,5                                            | 78.800                 |
| 2020 | 2000  | 121            | 96,1                            | 40,4                                            | 82.960                 |
| 2021 | 3068  | 519            | 101,4                           | 43,5                                            |                        |

## Geschiedenis
De maatschappij ontstond op 24 augustus 1995 door het samenvoegen van het grootste olieraffinagecomplex van Omsk (Omsknefteorgsintez) en een olie- en gasveld uit oblast Tjoemen (Noyabrskneftegaz).
In 1995 zocht Roman Abramovitsj contact met Boris Berezovski om samen te werken. Abramovitsj was een handelaar in olie en hij wilde het olieproductiebedrijf en de raffinaderij in Omsk uit het staatsbedrijf Rosneft halen en beide activiteiten onderbrengen in een nieuw bedrijf Sibneft. Berezovski had de contacten in de politiek, na succesvolle gesprekken kreeg hij zijn zin en in de zomer van 1995 werd een akkoord over Sibneft bereikt. De toenmalige directeur van de raffinaderij, Ivan Litskevitsj, was fel tegen deze transactie. Op 19 augustus 1995 werd hij dood aangetroffen in het water van de Irtysh. Hij bleek onder verdachte omstandigheden te zijn verdronken. Zes dagen gaf president Jeltsin zijn goedkeuring aan Sibneft.
Op 28 december 1995 werd 51% van de aandelen Sibneft aangeboden in het "leningen voor aandelen"-programma. Onder dit programma leende de Russische staat geld en gaf hiervoor aandelen van bedrijven als zekerheid. Naast Abramovitsj en Berezovski was er een andere bieder. Inkombank was bereid US$ 175 miljoen te lenen, maar dit bod werd op het allerlaatste moment ingetrokken waarmee het duo de aandelen voor US$ 100,3 miljoen in onderpand kregen. Ze konden wel hun rechten als aandeelhouder direct laten gelden en kregen op deze wijze een bedrijf in handen voor zo’n US$ 200 miljoen die op 1 augustus 1997 een aandelenwaarde van US$ 5,0 miljard vertegenwoordigde. Het duo kocht in de markt aandelen bij en kregen op deze wijze heel Sibneft in handen. In 1997 werd duidelijk dat de overheid de lening niet kon terugbetalen. Afgesproken was dat er een tweede veiling zou volgen waar de aandelen die als onderpand waren gegeven verkocht zouden worden. Op 12 mei 1997 werd deze veiling gehouden en ook daar kwam het duo met het hoogste bod – US$ 110 miljoen – als winnaar uit de strijd. Met list en bedrog werd een tweede bieder verhinderd een hoger bod uit te brengen.
Abramovitsj en Berezovski waren nu met gelijke belangen de eigenaar van Sibneft geworden. Sibneft bleef financieel in een moeilijke situatie verkeren. De olie werd goedkoop verkocht aan Runicom, een handelsonderneming van Abramovitsj, die vervolgens de olie met flinke winst doorverkocht. De winst werd gemaakt in belastingparadijzen en in Rusland had Sibneft moeite investeringen te doen en de lonen en belasting te betalen. Berezovski profiteerde hier ook van maar hij besloot omstreeks 1997 afscheid te nemen van zijn belang. Hij arrangeerde een fusie met het grotere oliebedrijf Yukos. Op 19 januari 1998 werd de transactie bekend gemaakt. De combinatie zou verder gaan onder de nieuwe naam Yuksi. Michail Chodorkovski van Yukos zou 60% van de aandelen Yuksi in handen krijgen en Abramovitsj de resterende 40%. Vijf maanden later werd het plan afgeblazen omdat Abramovitsj zijn steun had ingetrokken. Berezovski verkocht daarna een groot deel van zijn aandelenpakket Sibneft.
Na de overname in 1995 werd het hoofdkantoor van Sibneft verplaatst van het centrum van Omsk naar een buitenwijk, Lyubino. Het hoofdkantoor werd zelfs hiernaartoe verplaatst, om geen belastingen af te hoeven dragen aan de burgemeester van de stad. In 2005 werd het hoofdkantoor vervolgens teruggeplaatst, nadat de betreffende burgemeester was afgezet.
Het bedrijf nam vanaf 1995 alle grote en enigszins winst makende bedrijven uit de regio over, waaronder Omsk Bacon, de grootste varkensfokkerij van Rusland. Veel van deze overnames worden gezien als controversieel, maar rechtszaken en kritiek worden tegengegaan door de overheid van de oblast. Deze hebben namelijk sterke banden met het bedrijf. Zo heeft Konstantin Polezjajev, de zoon van de huidige gouverneur van oblast Omsk, Leonid Polezjajev waarschijnlijk 20% van de aandelen in handen. De overige 80% was in handen van Abramovitsj. Berezovski is na federale beschuldigen met betrekking tot fraude met Aeroflot naar het Verenigd Koninkrijk gevlucht, waar hij in 2003 politiek asiel heeft aangevraagd. De Russische overheid heeft beslag gelegd op zijn bezittingen in Rusland.
Op 9 december 2000 kocht Sibneft een aandelenbelang van 10,83% in de oliemaatschappij Slavneft. De regering van Wit-Rusland bood dit pakket aan als onderdeel van een privatiseringsprogramma. Sibneft bood 6,6 miljard roebel (ca. US$ 207 miljoen). In januari 2003 kocht Invest-Oil, een bedrijf met Sibneft en TNK als aandeelhouders, een belang van 74,95% in Slavneft voor US$ 1,86 miljard. Na deze transactie heeft Sibneft 49,9% van de aandelen Slavneft in handen en de rest is van TNK-BP.
In 2003 werd een tweede poging gedaan te fuseren met oliebedrijf Yukos, om zo het grootste oliebedrijf van Rusland te worden. Het nieuwe bedrijf zou dan YukSib moeten gaan heten. Yukos stond op de tweede plaats en Sibneft op de vijfde plaats van Russische oliemaatschappijen, LUKoil was toen de grootste olieproducent. Bij de tweede keer was men daar al voor een groot deel in gevorderd, toen de Russische autoriteiten het management van Yukos onder vuur namen en het belangrijkste gedeelte van dit bedrijf Yukosneftegaz vervolgens zelf overnamen door het indirect via Baikalfinansgroep aan Rosneft te verkopen. De fusie met Sibneft werd daarop teruggedraaid in 2004.
Sinds Chodorkovski werd aangeklaagd vanwege fraude, werd ook Abramovitsj bang dat hij zou worden aangeklaagd en zijn geld zou verliezen (Chodorkovski was de rijkste man van Rusland voor hij werd aangeklaagd). Hij zocht naar een mogelijkheid om zijn aandelen in het bedrijf te verkopen. In september 2005 gebeurde dit uiteindelijk ook: staatsbedrijf Gazprom, waarvan de Russische staat in juni net een meerderheidsbelang had verkregen, kocht het voor US$ 13,01 miljard 72,663% van de aandelen van het bedrijf van Abramovitsj via zijn investeringsfonds Millhouse Capital in de grootste overname uit de Russische geschiedenis. De Russische staat sloot hiervoor tevens de grootste lening uit de Russische geschiedenis: US$ 12 miljard. Na de aankoop werd de naam per 13 mei 2006 veranderd naar Gazprom neft.
In april 2007 kocht een combinatie van Eni en Enel in een veiling diverse activiteiten en belangen van Yukos. De twee Italiaanse bedrijven namen belangen in acht olie- en gasvelden in Siberië en kochten het 20% aandelenbelang van Yukos in Gazprom neft. Voor dit laatste aandelenpakket betaalden ze US$ 2,7 miljard. Verder kreeg Gazprom een optie om 51% van de aandelen in deze velden en het aandelenpakket te kopen binnen twee jaar. Twee jaar later nam Gazprom het aandelenbelang in Gazprom neft over van Eni. De Russische gasmaatschappij betaalde US$ 4,2 miljard voor dit pakket aandelen. Gazprom heeft later ook de belangen in de velden overgenomen.

## Trivia
- Gazprom neft is de grootste werkgever in Omsk.
- Het is ook de officiële sponsor van Avangard, het ijshockeyteam van Omsk en van de Siberische Internationale Marathon.